# Nicolás Paterno
Nicolás Andreas Paterno (Buenos Aires, Argentina; 17 de diciembre de 1994) es un futbolista argentino. Se desempeña de centrocampista.

## Trayectoria

### Quilmes A. C.
Luego de realizar inferiores en Independiente y Estudiantes de La Plata, llega a Quilmes, donde luego de tan solo 7 partidos en Reserva, el 3 de junio de 2015 consigue debutar en el primer equipo, de la mano de Javier Sanguinetti. Paterno debuta como titular frente al Club Aurora, en un partido que fue demorado por incidentes relacionados con gas lacrimógeno y posteriormente suspendido. El 18 de junio de 2015 es llamado por Julio César Falcioni para sumarse al primer equipo para realizar trabajos de pretemporada en Concordia, Entre Ríos.
A pesar de que su posición natural es la de volante ofensivo, bajo el mando de Omar "Indio" Gómez en la reserva de Quilmes, se ha acostumbrado a jugar de centrocampista defensivo, demostrando un rendimiento más que satisfactorio. Actualmente continua ejerciendo esa posición.
Luego de la salida de Falcioni, teniendo poca continuidad en Quilmes resuelve rescindir su contrato y tras unos meses a prueba en Europa decide enfocarse a terminar su carrera en Contabilidad, manteniéndose activo en la liga de su barrio.

### Club Social y Deportivo Villa Española
En 2019 el fútbol vuelve a darle revancha y es llamado sumarse a las filas de Villa Española, club que milita en la segunda división uruguaya.

## Clubes
| Club           | País      | Año       |
| -------------- | --------- | --------- |
| Quilmes AC     | Argentina | 2015-2016 |
| Villa Española | Uruguay   | 2019      |